# Ныподе
Нюподе-уитотский, или ниподе, — индейский язык, на котором говорят на западе Перу. Его иногда называют как муинанский уитотский (Muinane Witoto), что не следует путать с существующим муинанским языком, на котором говорят в Колумбии. Многие дети учат уитотский язык, но не используют его. Также используются миника-уитотский и муруй-уитотский языки.

## Фонология
В нюподе-уитотском языке существует 24 буквы: 18 согласных (b, ɓ, č, d, ɗ, g, h, j, k, m, n, ŋ, ñ, p, r, t, β, ʔ) и 6 гласных (a, e, i, ɨ, o, u).